# Amphiura liui
Amphiura liui är en ormstjärneart som beskrevs av Yin-Xia Liao 2004. Amphiura liui ingår i släktet Amphiura och familjen trådormstjärnor. Inga underarter finns listade i Catalogue of Life.